# 오고리역
오고리역(일본어: 小郡駅)은 일본 후쿠오카현 오고리시에 위치한 아마기 철도 아마기 선의 역이므로, 야마구치현에 위치한 서일본여객철도(이하 JR서일본) 소속의 '신야마구치역'의 전신인 '오고리 역'과는 전혀 관계가 없다.

## 역사
- 1939년 4월 28일: 국철 아마기 선의 기야마 ~ 아마기 역간 개통에 따라 지쿠고오고리역(일본어: 筑後小郡駅)으로 영업 개시.
- 1986년 4월 1일: 아마기 철도로의 전환됨과 동시에 약 500m 아마기 방향으로 서일본 철도(니시테쓰) 덴진오무타 선과의 교차 지점 옆에 이전하여 오고리역으로 역명 변경, 니시테쓰오고리 역도 기존의 출구보다 90m가량 아마기 철도 쪽으로 출구를 신설함. 이에 따라, 기존의 600m가량 떨어져 있었던 니시테쓰오고리 역과의 거리가 120m정도로 단축됨.

## 역 구조
하행 열차 진행 방향(아마기 방향)을 향해서 오른쪽으로 단선 승강장 1면 1선의 고가역이다. 무인역이지만 역사의 사무실에서 회수권 하루 승차권 판매와 정기 이용권을 중개를 하고 있다. 화장실은 승강장의 기야마 방향 끝부분에 설치되어 있다(수세식). 음료의 자판기는 역 계단 아래 및 승강장에 설치되어 있다

## 역 주변
역 바로 옆을 오이타 자동차도가 다니고 있다. 방음벽이 있으므로 오이타 자동차도부터는 역이 보이지 않는다. 오고리 시 중심부에 위치하지만 본 역 주변은 한산했다. 역의 바로 동쪽에 아마기 선이 니시테쓰 덴진오무타 선을 넘고 있다.
본 역부터 니시테쓰오고리역까지는 남쪽으로 250m 거리이다. 버스와 택시는 본 역에서 발착하지 않고, 니시테쓰오고리 역 서쪽의 로터리에 발착한다.
- 오고리 시립 오고리 초등학교 - 남서쪽으로 약 250m
- 오고리 시청 - 남동쪽으로 약 300m
- 오고리 자동차학교 - 북쪽으로 약 400m
- 오고리 역전 우체국 - 남서쪽으로 약 600m
- 베스트 전기 오고리점 - 남서쪽으로 약 750m
- 브리지 스톤 수영장
- 서일본 시티 은행
- 후쿠오카 은행
- 니시테쓰 스토어
- 오고리 관아 유적

## 인접역
| 아마기 철도 ■ 아마기 선 | 아마기 철도 ■ 아마기 선 | 아마기 철도 ■ 아마기 선 |
| ----------------------- | ----------------------- | ----------------------- |
| 다테노 기야마 방면      |                         | 오이타이 아마기 방면    |